# 普罗旺斯地区特朗斯
普罗旺斯地区特朗斯（法語：Trans-en-Provence，法語發音：[tʁɑ̃s ɑ̃ pʁɔvɑ̃s]）是法国普罗旺斯-阿尔卑斯-蓝色海岸大区瓦尔省的一个市镇，位于该省中部偏东，属于德拉吉尼昂区。

## 地名
该地名“Trans-en-Provence”发音为[tʁɑ̃s ɑ̃ pʁɔvɑ̃s]，字母“s”发音，《世界地名翻译大辞典》与《世界地名译名词典》将其误译作“普罗旺斯地区特朗”。

## 地理
普罗旺斯地区特朗斯（43°30'12"N, 6°29'10"E）面积16.99 平方千米，位于法国普罗旺斯-阿尔卑斯-蓝色海岸大区瓦尔省，该省份为法国东南部沿海省份，北起上普罗旺斯阿尔卑斯省，西北角与沃克吕兹省接壤，西接罗讷河口省，南濒地中海，东临滨海阿尔卑斯省。
与普罗旺斯地区特朗斯接壤的市镇（或旧市镇、城区）包括：莱萨尔克、德拉吉尼昂、拉莫特。
普罗旺斯地区特朗斯的时区为UTC+01:00、UTC+02:00（夏令时）。

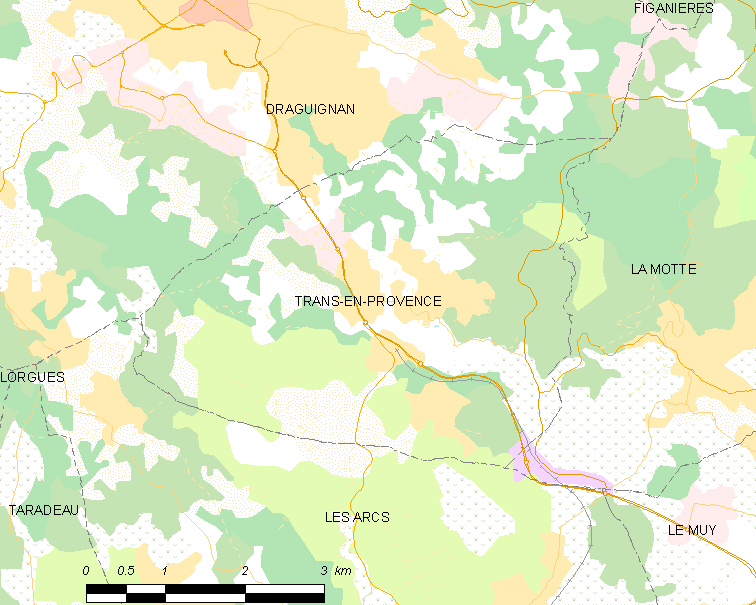
普罗旺斯地区特朗斯的OSM定位图

## 行政
普罗旺斯地区特朗斯的邮政编码为83720，INSEE市镇编码为83141。

## 政治
普罗旺斯地区特朗斯所属的省级选区为德拉吉尼昂县。

## 人口

1962-2008年间普罗旺斯地区特朗斯人口变化图示

普罗旺斯地区特朗斯于2022年1月1日时的人口数量为6595人。